# SAP Center
SAP Center at San Jose (dawniej HP Pavilion at San Jose i San Jose Arena) to hala sportowa znajdująca się w San Jose w stanie Kalifornia w Stanach Zjednoczonych. Budowę rozpoczęto w 1991 roku, obiekt może pomieścić 17 562 kibiców hokeja, choć podczas koncertów pojemność hali zwiększa się do 19 190 osób. Obecnie w obiekcie tym swoje mecze rozgrywa drużyna występująca w NHL – San Jose Sharks oraz drużyna San Jose SaberCats występująca w AFL. W latach 1994–2013 rozgrywany był w hali turniej tenisowy mężczyzn SAP Open.

## Historia
Plany o budowie hali sportowej w San Jose sięgają połowy lat 80., kiedy to grupa miejscowych mieszkańców stworzyła Fund Arena Now (FAN). Organizacja ta miała za cel zbudowanie hali w mieście. Pod koniec lat osiemdziesiątych późniejszy burmistrz miasta Tom McEnery spotkał się z FAN. Przyczyniło się to do urzeczywistnienia planów organizacji. Decydujące o zbudowaniu hali głosowanie odbyło się 7 czerwca 1988 roku. Wynik głosowania to: 73 409 głosów za i 64 140 przeciw inwestycji. Głównym powodem powstania hali stała się lokalizacja nowej drużyny NHL w San Jose – Sharks, czyli rekinów.
Budowa hali rozpoczęła się w 1991 i pierwotnie miała zostać otwarta w 1992 roku. Jednak z powodu opóźnień wynikających m.in. z dostosowania do wyższych wymagań hal w lidze NHL. Wymusiło to na drużynie Sharks grania kolejnego sezonu w hali Cow Palace.
Hala została otwarta 7 września 1993 roku. W 2001 prawa do nazwy budynku zostały sprzedane firmie Compaq przez co hala zmieniła nazwę na Compaq Center at San Jose. W nazwie hali potrzebne było dodanie identyfikatora geograficznego at San Jose ponieważ hala w Houston również nazywała się wtedy Compaq Center. Po zakupie przez Hewlett-Packard firmy Compaq nazwę budynku zmieniono na HP Pavilion at San Jose. W czerwcu 2013 nazwę hali zmieniono ze względu na wykupienie praw przez SAP AG.
Do hali dodano przydomek The Shark Tank lub po prostu The Tank ze względu na głównego użytkownika hali drużynę San Jose Sharks.

## Użytkownicy
Obecnie halę użytkują San Jose Sharks grający w NHL oraz San Jose SaberCats z AFL. W latach 1994–2013 odbywał się tu turniej tenisowy mężczyzn SAP Open.
W tym budynku swoje mecze w sezonie 1996/1997 rozgrywała swoje mecze Golden State Warriors z NBA, było to podczas przebudowy Oracle Arena głównej hali Warriors. Swoje mecze rozgrywały również drużyny: San Jose Rhinos, San Jose Grizzlies oraz San Jose Stealth.